# Дневник Бриджит Джонс (фильм)
«Дневни́к Бри́джит Джонс» (англ. Bridget Jones’s Diary) — британский фильм 2001 года, экранизация одноимённой книги Хелен Филдинг. В 2004 году вышел сиквел «Бриджит Джонс: Грани разумного», также снятый по книге Хелен Филдинг. В 2016 году вышла третья часть "Бриджит Джонс 3"

## Сюжет
Бриджит Джонс — незамужняя 32-летняя женщина, комплексующая по поводу лишнего веса. На Рождество, которое она, как обычно, проводит в доме родителей, мать знакомит её с разведённым Марком Дарси. Однако Дарси не становится для Бриджит «мужчиной мечты» — напротив, между ними появляется антипатия. Кроме этого, Бриджит решает похудеть, бросить курить и начать встречаться со стоящим человеком. Чтобы фиксировать все свои решения, мысли, успехи и неудачи, Бриджит заводит дневник.
Среди прочих решений Бриджит — не обращать внимания на её босса, Дэниела Кливера. Однако именно с ним у Бриджит начинается роман. В одном из разговоров, когда речь заходит о Дарси, Кливер говорит, что тот увёл его подругу. Через некоторое время Бриджит расстаётся с Кливером из-за его измены. Не желая больше видеть Кливера, Бриджит увольняется с работы и устраивается ведущей небольшого телеканала. Дарси помогает ей, устраивая эксклюзивное интервью. Дарси и Бриджит сближаются.
На дне рождения Бриджит между Кливером и Дарси завязывается драка. Кливер побит, и Бриджит, не понимая действий Дарси, не желает встречаться с ним. На следующее Рождество она узнаёт, что на самом деле это Кливер увёл жену Дарси. Бриджит спешит встретиться с ним, однако узнаёт, что Дарси собирается уехать в Америку.
Через некоторое время Дарси вновь приходит к Бриджит и сообщает, что решил остаться. Случайно Дарси видит записи в дневнике Бриджит периода её предубеждения к нему и уходит. Бриджит догоняет его на улице. Происходит романтическое объяснение и хэппи-энд.

## В ролях
| Актёр                | Роль                   |
| -------------------- | ---------------------- |
| Рене Зеллвегер       | Бриджит Джонс          |
| Колин Фёрт           | Марк Дарси             |
| Хью Грант            | Дэниел Кливер          |
| Эмбет Дэвидц         | Наташа Глинвиль        |
| Онор Блэкман         | Пенни Хасбендс-Босворт |
| Джим Бродбент        | мистер Джонс           |
| Джемма Джонс         | миссис Джонс           |
| Ширли Хендерсон      | Джуд                   |
| Селия Имри           | Уна                    |
| Салли Филлипс        | Шэрон                  |
| Криспин Бонэм-Картер | Грег                   |

## Кассовые сборы
Мировые кассовые сборы фильма превысили 280 миллионов долларов, из которых около 71 миллиона — американский прокат.
Особенно высокими сборы были в Великобритании — 45 миллионов фунтов стерлингов. На момент выхода в прокат (2001 год) фильм стал вторым британским фильмом по сборам в Великобритании, уступив первое место комедии 1997 года «Мужской стриптиз».

## Саундтрек
1. «Out of Reach» — Gabrielle
2. «Respect» — Aretha Franklin
3. «It’s Raining Men» — Geri Halliwell
4. «Have You Met Miss Jones?» — Robbie Williams
5. «I’m Every Woman» — Chaka Khan
6. «Don’t Get Me Wrong» — The Pretenders (UK bonus track)
7. «Kiss That Girl» — Sheryl Crow
8. «Killin' Kind» — Shelby Lynne
9. «Someone Like You» — Dina Carroll
10. «Not of This Earth» — Robbie Williams
11. «Can’t Take My Eyes Off You» — Andy Williams (UK bonus track)
12. «Love» — Rosey
13. «Stop, Look, Listen (To Your Heart)» — Diana Ross & Marvin Gaye
14. «Dreamsome» — Shelby Lynne
15. «It’s Only a Diary» — Patrick Doyle
16. «Pretender Got My Heart» — Alisha's Attic
17. «All by Myself» — Jamie O'Neal
18. «Woman Trouble» — Artful Dodger & Robbie Craig featuring Craig David (UK bonus track)
19. «Ring Ring Ring» — Aaron Soul
20. «Up, Up and Away» — The 5th Dimension

## Съёмки
- В процессе подготовки к роли Рене Зеллвегер не только поправилась на 25 фунтов (11,3 кг), но и сразу же сбросила их по окончании съёмок. Эту процедуру, довольно рискованную для здоровья, она повторила и при съёмках продолжения фильма.
- Перед съёмками Зеллвегер устроилась работать в настоящее британское издательство. Она проработала один месяц под псевдонимом, постоянно разговаривала с британским акцентом, и так осталась нераскрытой.
- В кадре Рене Зеллвегер курит травяные сигареты.
- В романе Хелен Филдинг упоминаются актёры Колин Фёрт и Хью Грант. Именно они и сыграли главные роли в фильме.
- В роли самих себя в фильме появляются литераторы Салман Рушди, Джеффри Арчер, Джулиан Барнс, Ален де Боттон.
- В 2002 году Рене Зеллвегер за роль Бриджит Джонс была номинирована на премию «Оскар» за лучшую женскую роль. Однако награду в этой категории получила Хэлли Берри.